# 马德琳·埃格勒
马德琳·埃格勒（德語：Madeleine Egle，1998年8月21日—），奥地利女子雪橇运动员。她曾代表奥地利参加2018年和2022年冬季奥林匹克运动会雪橇比赛，获得一枚银牌和一枚铜牌。